# Katerine Duska
Katerine Duska (grško Κατερίνα Ντούσκα), grško-kanadska pevka in tekstopiska, * 6. november 1989.

## Kariera
Katerine Duska se je rodila dne 6. novembra 1989 v Montrealu v Kanadi, trenutno pa živi in deluje v Atenah v Grčiji. Leta 2015 je izdala debitantski album z naslovom Embodiment.

### Pesem Evrovizije
Katerine je zastopala Grčijo na tekmovanju za Pesem Evrovizije 2019 s pesmijo »Better Love«. Nastopila je v prvem polfinalu in se s petim mestom v polfinalu uvstrila v finale, v katerem je uvrstila na 21. mesto s 74 točkami.

## Diskografija

### Album
- »Embodiment« (2015)

### Pesmi
- »One in a Milion« (2014)
- »Won't Leave« (2015)
- »Better Love« (2019)
- »Anemos« (skupaj s Leon of Athens, 2020 )
- »Sanctuary« (2020)
- »Call Me Nyx« (2020)
- »Athenian Skies« (2021)
- »Of Time« (2022)